# 優しい内臓
優しい内臓（やさしいないぞう）は日本の漫画家、同人作家。女性。

## 概要
同名義での商業デビューは芳文社「まんがタイムきららキャラット」2020年12月号（2020年10月28日刊）に掲載された『死神ドットコム』。現在、同誌で『このままモブじゃ終われない！』を連載中。
「内臓研究所」というサークル名で同人活動も行っている。

## 作品リスト

### 連載
- 死神ドットコム（『まんがタイムきららキャラット』2020年12月号 ‐ 2021年2月号〈ゲスト〉・2021年4月号[1] - 2023年2月号）
- このままモブじゃ終われない！（『まんがタイムきららキャラット』2023年12月号 - 2024年1月号〈ゲスト〉[2]・2024年3月号[3] - 連載中）

### 読み切り
- シャミ子危機一髪!!（『まちカドまぞくアンソロジーコミック』1巻、2022年[4]） - 『まちカドまぞく』のアンソロジー寄稿作品。
- えいえんえんじぇる（『超てんちゃん！ NEEDY GIRL OVERDOSE 公式アンソロジー』2巻、2023年） - 『NEEDY GIRL OVERDOSE』のアンソロジー寄稿作品。
- 裏表紙の4コマ漫画（『ぼっち・ざ・ろっく！アンソロジーコミック』2巻、2023年[5]） - 『ぼっち・ざ・ろっく！』のアンソロジー寄稿作品。
- 世界の終わりにエロ本と先生と。（『MAGCOMI』2024年4月10日[6]）
- 超てんちゃん⭐︎overdose（『超てんちゃん！ NEEDY GIRL OVERDOSE 公式アンソロジー』3巻、2024年） - 『NEEDY GIRL OVERDOSE』のアンソロジー寄稿作品。
- キツイデリヘル（『MAGCOMI』2024年9月20日）

### 書籍
- 『死神ドットコム』、芳文社〈まんがタイムKRコミックス〉2021年 - 2023年、全2巻
- 『このままモブじゃ終われない！』、芳文社〈まんがタイムKRコミックス〉2025年 - 、既刊1巻（2025年1月27日現在）
  1. 2025年1月27日発売[7][8]、ISBN 978-4-8322-9610-7